# Dan Wheldon
Daniel Clive Wheldon (Emberton, 22 de junho de 1978 – Las Vegas, 16 de outubro de 2011), foi um automobilista britânico. Wheldon foi campeão da temporada 2005 da Indy Racing League, no mesmo ano, venceu as 500 Milhas de Indianápolis e repetiria o feito na Indy 500 em 2011.

## Biografia e carreira
Wheldon nasceu na vila de Emberton, perto da cidade de Olney, Buckinghamshire, Inglaterra, em 22 de junho de 1978. Ele era filho do encanador e eletricista de aquecimento doméstico Clive Wheldon e sua esposa Sue. Ele tinha três irmãos mais novos e uma irmã. A família de Wheldon estava ligada ao automobilismo; seu pai competiu no kart desde tenra idade e sua mãe atuou como cronometrista de Clive. Ele foi para a Bedford School até completar seus exames GCSE aos 16 anos.
Em 2004, 2005 e 2006 Dan Wheldon correu no Brasil, a convite de Tony Kanaan, a famosa 500 milhas de Kart da Granja Vianna, onde ganhou a prova em 2004 e 2005 e chegando em segundo lugar em 2006, sempre como companheiro de equipe de Rubens Barrichello e Tony Kanaan.
Faleceu num grave acidente que envolveu 15 carros nas 300 milhas de Las Vegas quando estavam decorridas 13 voltas. Seu carro decolou sobre o carro de Charlie Kimball, vindo a bater direto na grade de proteção, destruindo o santantônio do seu carro e em seguida seu capacete. Dan Wheldon foi levado para um hospital de Las Vegas, mas não resistiu aos ferimentos. Após o anuncio oficial da morte e o cancelamento da corrida, os pilotos fizeram uma homenagem, dando cinco voltas no circuito, seguindo o safety car.

### Acidente fatal
Morreu em 16 de outubro de 2011 em um acidente na Fórmula Indy durante a corrida IZOD IndyCar World Championships que envolveu quinze carros. Ele era um piloto convidado nesta corrida e se ganhasse levaria dois milhões de dólares. Largou da 34ª posição e estava na 24ª quando sofreu o acidente. Era a corrida de encerramento da temporada 2011 da Fórmula Indy e foi cancelada logo depois de anunciada a morte do piloto pelo presidente da categoria que realizava a prova. Os pilotos fizeram mais cinco voltas seguindo o safety car, em homenagem ao piloto falecido. Alguns pilotos se emocionaram, como o escocês Dario Franchitti, que correu junto com Wheldon na equipe Andretti-Green, e que era o campeão da temporada. Em seu funeral, o cantor de música country Garth Brooks interpretou a canção The Dance.
Uma autópsia realizada pelo legista do condado de Clark, Michael Murphy, em 17 de outubro, determinou que Wheldon morreu de um traumatismo contundente na cabeça. Em 22 de outubro, Wheldon recebeu um funeral na Primeira Igreja Presbiteriana de São Petersburgo, Flórida, com a presença de quase 1.000 pessoas. Os outros pilotos Franchitti, Dixon, Kanaan e os três irmãos de Wheldon carregaram seu caixão.
Três dias após o acidente, os organizadores da série com a assistência do Comitê de Competição Automobilística dos Estados Unidos, o órgão nacional de automobilismo dos Estados Unidos e o órgão mundial do automobilismo, a Federação Internacional de Automobilismo, começaram a submeter a corrida para uma investigação completa. Os resultados da investigação sobre a morte de Wheldon foram divulgados em 15 de dezembro de 2011. De acordo com o relatório, não houve uma causa única para o acidente de Wheldon, mas sim uma combinação de fatores. Os fatores contribuintes incluíram a batida do carro de Wheldon em um poste do alambrado e o movimento constante na pista durante a corrida que aumentou o contato entre os carros, tornando difícil prever o que ocorreria ao redor dos pilotos e aumentou a probabilidade de um acidente grave. "Embora vários fatores tenham coincidido para produzir uma tempestade perfeita, nenhum deles pode ser apontado como a única causa do acidente. Por esta razão é impossível determinar com certeza que o resultado teria sido diferente se um ou mais dos fatores não existissem."

## Resultados

### Indy Lights
| Ano  | Equipe         | 1     | 2     | 3      | 4     | 5      | 6     | 7     | 8     | 9     | 10    | 11   | 12    | Posição | Pontos |
| ---- | -------------- | ----- | ----- | ------ | ----- | ------ | ----- | ----- | ----- | ----- | ----- | ---- | ----- | ------- | ------ |
| 2001 | PacWest Lights | MTY 5 | LBH 2 | TXS 10 | MIL 3 | POR 10 | KAN 3 | TOR 7 | MDO 2 | STL 1 | ATL 1 | LS 5 | FON 2 | 2º      | 149    |

### IndyCar Series[16][17]
| Ano  | Equipe                  | 1      | 2      | 3      | 4       | 5      | 6       | 7      | 8      | 9      | 10     | 11     | 12     | 13     | 14     | 15     | 16     | 17     | 18    | 19     | Posição | Pontos |
| ---- | ----------------------- | ------ | ------ | ------ | ------- | ------ | ------- | ------ | ------ | ------ | ------ | ------ | ------ | ------ | ------ | ------ | ------ | ------ | ----- | ------ | ------- | ------ |
| 2002 | Panther Racing          | HMS    | PHX    | FON    | NZR     | IND    | TXS     | PPIR   | RIR    | KAN    | NSH    | MIS    | KTY    | STL    | CHI 10 | TX2 15 |        |        |       |        | 36º     | 35     |
| 2003 | Andretti Green Racing   | HMS    | PHX    | MOT 7  | IND 19  | TXS 20 | PPIR 19 | RIR 8  | KAN 21 | NSH 4  | MIS 20 | STL 5  | KTY 8  | NZR 7  | CHI 4  | FON 4  | TX2 3  |        |       |        | 11º     | 312    |
| 2004 | Andretti Green Racing   | HMS 3  | PHX 3  | MOT 1  | IND 3   | TXS 13 | RIR 1   | KAN 9  | NSH 13 | MIL 18 | MIS 3  | KTY 3  | PPIR 3 | NZR 1  | CHI 4  | FON 3  | TX2 3  |        |       |        | 2º      | 533    |
| 2005 | Andretti Green Racing   | HMS 1  | PHX 6  | STP 1  | MOT 1   | IND 1  | TXS 6   | RIR 5  | KAN 2  | NSH 21 | MIL 5  | MIS 2  | KTY 3  | PPIR 1 | SNM 18 | CHI 1  | WGL 5  | FON 6  |       |        | 1º      | 618    |
| 2006 | Chip Ganassi Racing     | HMS 1  | STP 16 | MOT 2  | IND 4   | WGL 15 | TXS 3   | RIR 9  | KAN 2  | NSH 2  | MIL 8  | MIS 3  | KTY 4  | SNM 6  | CHI 1  |        |        |        |       |        | 2º      | 475    |
| 2007 | Chip Ganassi Racing     | HOM 1  | STP 9  | MOT 2  | KAN 1   | IND 22 | MIL 3   | TXS 15 | IOW 11 | RIR 3  | WGL 7  | NAS 8  | MDO 10 | MIC 12 | KEN 17 | SON 7  | DET 3  | CHI 13 |       |        | 4º      | 466    |
| 2008 | Chip Ganassi Racing     | HMS 3  | STP 12 | MOT 4  | LBH DNP | KAN 1  | IND 12  | MIL 4  | TXS 4  | IOW 1  | RIC 4  | WGL 24 | NSH 2  | MDO 17 | EDM 7  | KEN 5  | SON 4  | DET 20 | CHI 6 |        | 4º      | 492    |
| 2008 | Panther Racing          |        |        |        |         |        |         |        |        |        |        |        |        |        |        |        |        |        |       | S.P 11 | 4º      | 492    |
| 2009 | Panther Racing          | STP 14 | LBH 5  | KAN 10 | IND 2   | MIL 10 | TXS 7   | IOW 4  | RIC 10 | WAT 10 | TOR 14 | EDM 15 | KEN 11 | MID 16 | SON 12 | CHI 22 | MOT 8  | HOM 21 |       |        | 10º     | 354    |
| 2010 | Panther Racing          | SPO 5  | SPT 20 | ALA 11 | LBH 9   | KAN 15 | IND 2   | TEX 9  | IOW 11 | WAT 6  | TOR 10 | EDM 20 | MID 14 | SON 25 | CHI 2  | KEN 3  | MOT 10 | HOM 9  |       |        | 9º      | 388    |
| 2011 | Bryan Herta Autosport   | SPT    | ALA    | LBH    | SPO     | IND 1  | TX1     | TX2    | MIL    | IOW    | TOR    | EDM    | MID    | NHP    | SON    | BAL    | MOT    |        |       |        | 28º     | 75     |
| 2011 | Sam Schmidt Motorsports |        |        |        |         |        |         |        |        |        |        |        |        |        |        |        |        | KEN 14 | LSV28 |        | 28º     | 75     |

### 500 Milhas de Indianápolis

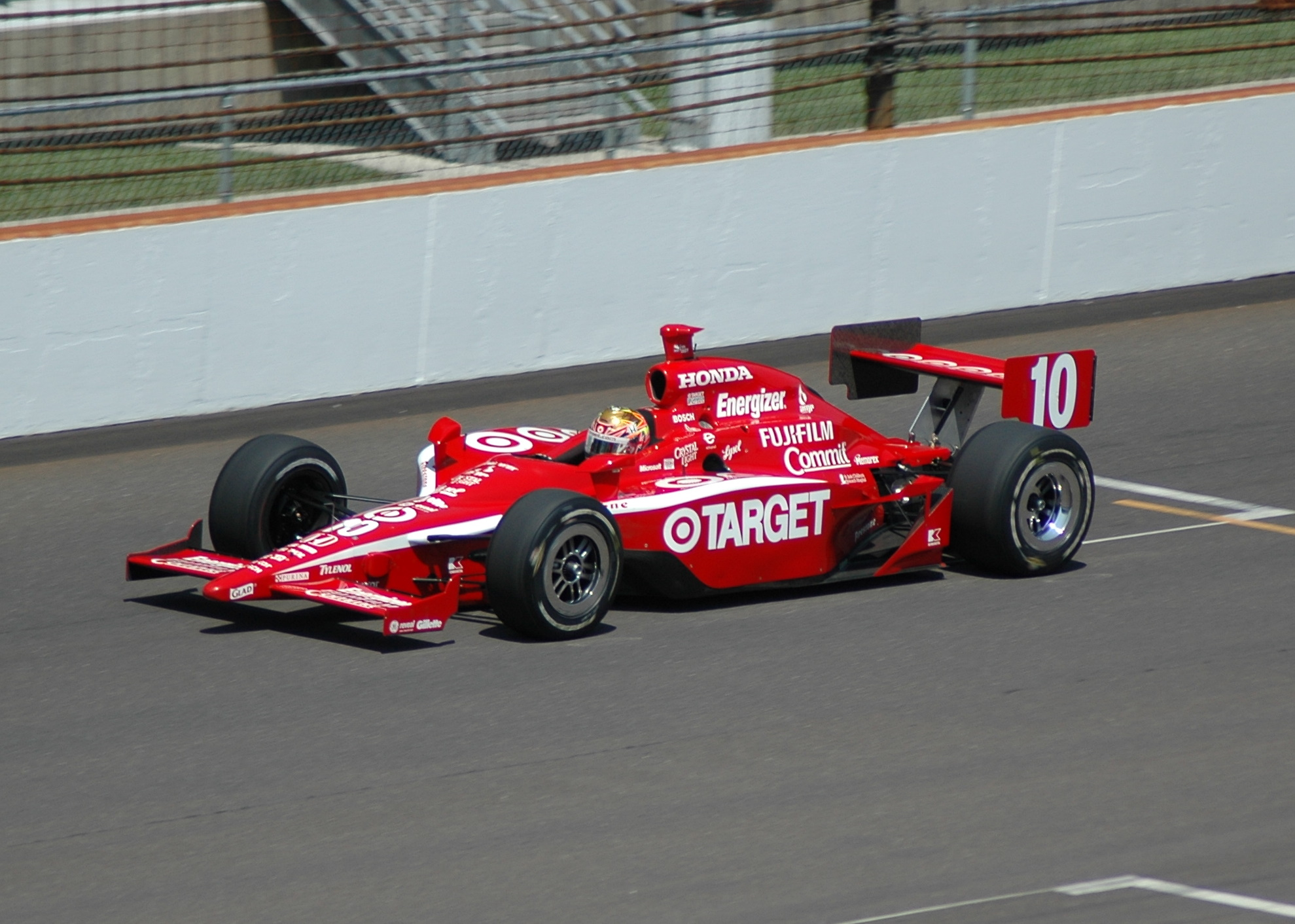
Dan Wheldon nas 500 Milhas de Indianápolis, em 2007 pela Chip Ganassi Racing

| Ano  | Chassis | Motor | Grid | Posição | Equipe                |
| ---- | ------- | ----- | ---- | ------- | --------------------- |
| 2003 | Dallara | Honda | 5    | 19      | Andretti Green        |
| 2004 | Dallara | Honda | 2    | 3       | Andretti Green        |
| 2005 | Dallara | Honda | 16   | 1       | Andretti Green        |
| 2006 | Dallara | Honda | 3    | 4       | Chip Ganassi Racing   |
| 2007 | Dallara | Honda | 6    | 22      | Chip Ganassi Racing   |
| 2008 | Dallara | Honda | 2    | 12      | Chip Ganassi Racing   |
| 2009 | Dallara | Honda | 18   | 2       | Panther Racing        |
| 2010 | Dallara | Honda | 18   | 2       | Panther Racing        |
| 2011 | Dallara | Honda | 6    | 1       | Bryan Herta Autosport |